# Liste der Gemeinden im Landkreis Straubing-Bogen

Karte des Landkreises Straubing-Bogen

Die Liste der Gemeinden im Landkreis Straubing-Bogen gibt einen Überblick über die Verwaltungseinheiten des Landkreises. Es gibt 37 politische Gemeinden, von denen 15 eine eigene Verwaltung haben, und 7 Verwaltungsgemeinschaften.

## Legende
- Verwaltungseinheit: Name der Gemeinde und Angabe der Gemeindeart: Gemeinde (–), Markt (M), Stadt (St), Große Kreisstadt (GKSt) oder Name der Verwaltungsgemeinschaft. Gemeinden sind fett gedruckt
- Wappen: Wappen der Gemeinde
- GT: Gemeindeteile der Gemeinde. Der Wiki-Link ist mit der Gemeindegliederung der jeweiligen Gemeinde verknüpft.
- VG: Zeigt ggf. an, ob eine Gemeinde zu einer Verwaltungsgemeinschaft gehört
- Karte: Zeigt die Lage der Gemeinde im Landkreis
- Fläche: Fläche der Stadt beziehungsweise Gemeinde, angegeben in Quadratkilometer
- Einwohner: Zahl der Menschen, die in der Gemeinde beziehungsweise Stadt leben (Stand: 31. Dezember 2023[1])
- EW-Dichte: Angegeben ist die Einwohnerdichte, gerechnet auf die Fläche der Verwaltungseinheit, angegeben in Einwohner pro km2 (Stand: 31. Dezember 2023[2])
- Statistik: Link zur kommunalen Statistik des Bayerischen Landesamts für Statistik
- Website: Website der Gemeinde bzw. der Verwaltungsgemeinschaft

## Gemeinden
| Verwaltungseinheit                   | Wappen                                      | GT   | VG           | Karte                                                                      | Fläche in km²   | Einwohner      | Einwohner je km² | Statistik | Website |
| ------------------------------------ | ------------------------------------------- | ---- | ------------ | -------------------------------------------------------------------------- | --------------- | -------------- | ---------------- | --------- | ------- |
| Landkreis Straubing-Bogen            | Wappen des Landkreises Straubing-Bogen      | 1252 |              | Der Landkreis Straubing-Bogen                                              | 1201.63 (100 %) | 104167 (100 %) | 87               | [ 3 ]     | [ 4 ]   |
| Verwaltungsgemeinschaft Aiterhofen   |                                             |      | Aiterhofen   | Lage der Verwaltungsgemeinschaft Aiterhofen im Landkreis Straubing-Bogen   | 65.09 (5.4 %)   | 6361 (6.1 %)   | 98               |           | [ 5 ]   |
| Verwaltungsgemeinschaft Hunderdorf   |                                             |      | Hunderdorf   | Lage der Verwaltungsgemeinschaft Hunderdorf im Landkreis Straubing-Bogen   | 54.63 (4.5 %)   | 6251 (6 %)     | 114              |           |         |
| Verwaltungsgemeinschaft Mitterfels   |                                             |      | Mitterfels   | Lage der Verwaltungsgemeinschaft Mitterfels im Landkreis Straubing-Bogen   | 63.7 (5.3 %)    | 7557 (7.3 %)   | 119              |           | [ 6 ]   |
| Verwaltungsgemeinschaft Rain         |                                             |      | Rain         | Lage der Verwaltungsgemeinschaft Rain im Landkreis Straubing-Bogen         | 64.84 (5.4 %)   | 8248 (7.9 %)   | 127              |           | [ 7 ]   |
| Verwaltungsgemeinschaft Schwarzach   |                                             |      | Schwarzach   | Lage der Verwaltungsgemeinschaft Schwarzach im Landkreis Straubing-Bogen   | 94.52 (7.9 %)   | 7862 (7.5 %)   | 83               |           | [ 8 ]   |
| Verwaltungsgemeinschaft Stallwang    |                                             |      | Stallwang    | Lage der Verwaltungsgemeinschaft Stallwang im Landkreis Straubing-Bogen    | 54.79 (4.6 %)   | 3638 (3.5 %)   | 66               |           | [ 9 ]   |
| Verwaltungsgemeinschaft Straßkirchen |                                             |      | Straßkirchen | Lage der Verwaltungsgemeinschaft Straßkirchen im Landkreis Straubing-Bogen | 54.23 (4.5 %)   | 4670 (4.5 %)   | 86               |           | [ 10 ]  |
| Aholfing                             | Wappen der Gemeinde Aholfing                | 5    | Rain         | Lage der Gemeinde Aholfing im Landkreis Straubing-Bogen                    | 21.4 (1.8 %)    | 1931 (1.9 %)   | 90               | [ 11 ]    | [ 12 ]  |
| Aiterhofen                           | Wappen der Gemeinde Aiterhofen              | 16   | Aiterhofen   | Lage der Gemeinde Aiterhofen im Landkreis Straubing-Bogen                  | 43.09 (3.6 %)   | 3532 (3.4 %)   | 82               | [ 13 ]    | [ 14 ]  |
| Ascha                                | Wappen der Gemeinde Ascha                   | 26   | Mitterfels   | Lage der Gemeinde Ascha im Landkreis Straubing-Bogen                       | 19.56 (1.6 %)   | 1641 (1.6 %)   | 84               | [ 15 ]    | [ 16 ]  |
| Atting                               | Wappen der Gemeinde Atting                  | 5    | Rain         | Lage der Gemeinde Atting im Landkreis Straubing-Bogen                      | 14.92 (1.2 %)   | 1704 (1.6 %)   | 114              | [ 17 ]    | [ 18 ]  |
| Bogen, St                            | Wappen der Gemeinde Bogen                   | 77   |              | Lage der Gemeinde Bogen im Landkreis Straubing-Bogen                       | 49.74 (4.1 %)   | 10333 (9.9 %)  | 208              | [ 19 ]    | [ 20 ]  |
| Falkenfels                           | Wappen der Gemeinde Falkenfels              | 11   | Mitterfels   | Lage der Gemeinde Falkenfels im Landkreis Straubing-Bogen                  | 11.49 (1 %)     | 1058 (1 %)     | 92               | [ 21 ]    | [ 22 ]  |
| Feldkirchen                          | Wappen der Gemeinde Feldkirchen             | 16   |              | Lage der Gemeinde Feldkirchen im Landkreis Straubing-Bogen                 | 22.66 (1.9 %)   | 2027 (1.9 %)   | 89               | [ 23 ]    | [ 24 ]  |
| Geiselhöring, St                     | Wappen der Gemeinde Geiselhöring            | 49   |              | Lage der Gemeinde Geiselhöring im Landkreis Straubing-Bogen                | 99.69 (8.3 %)   | 7093 (6.8 %)   | 71               | [ 25 ]    | [ 26 ]  |
| Haibach                              | Wappen der Gemeinde Haibach                 | 76   |              | Lage der Gemeinde Haibach im Landkreis Straubing-Bogen                     | 32.38 (2.7 %)   | 2083 (2 %)     | 64               | [ 27 ]    | [ 28 ]  |
| Haselbach                            | Wappen der Gemeinde Haselbach               | 50   | Mitterfels   | Lage der Gemeinde Haselbach im Landkreis Straubing-Bogen                   | 18.43 (1.5 %)   | 1945 (1.9 %)   | 106              | [ 29 ]    | [ 30 ]  |
| Hunderdorf                           | Wappen der Gemeinde Hunderdorf              | 38   | Hunderdorf   | Lage der Gemeinde Hunderdorf im Landkreis Straubing-Bogen                  | 22.2 (1.8 %)    | 3386 (3.3 %)   | 153              | [ 31 ]    | [ 32 ]  |
| Irlbach                              | Wappen der Gemeinde Irlbach                 | 3    | Straßkirchen | Lage der Gemeinde Irlbach im Landkreis Straubing-Bogen                     | 15.84 (1.3 %)   | 1149 (1.1 %)   | 73               | [ 33 ]    | [ 34 ]  |
| Kirchroth                            | Wappen der Gemeinde Kirchroth               | 25   |              | Lage der Gemeinde Kirchroth im Landkreis Straubing-Bogen                   | 42.82 (3.6 %)   | 3895 (3.7 %)   | 91               | [ 35 ]    | [ 36 ]  |
| Konzell                              | Wappen der Gemeinde Konzell                 | 59   |              | Lage der Gemeinde Konzell im Landkreis Straubing-Bogen                     | 26.75 (2.2 %)   | 1869 (1.8 %)   | 70               | [ 37 ]    | [ 38 ]  |
| Laberweinting                        | Wappen der Gemeinde Laberweinting           | 31   |              | Lage der Gemeinde Laberweinting im Landkreis Straubing-Bogen               | 76.12 (6.3 %)   | 3475 (3.3 %)   | 46               | [ 39 ]    | [ 40 ]  |
| Leiblfing                            | Wappen der Gemeinde Leiblfing               | 51   |              | Lage der Gemeinde Leiblfing im Landkreis Straubing-Bogen                   | 78.41 (6.5 %)   | 4332 (4.2 %)   | 55               | [ 41 ]    | [ 42 ]  |
| Loitzendorf                          | Wappen der Gemeinde Loitzendorf             | 22   | Stallwang    | Lage der Gemeinde Loitzendorf im Landkreis Straubing-Bogen                 | 12.03 (1 %)     | 628 (0.6 %)    | 52               | [ 43 ]    | [ 44 ]  |
| Mallersdorf-Pfaffenberg, M           | Wappen der Gemeinde Mallersdorf-Pfaffenberg | 51   |              | Lage der Gemeinde Mallersdorf-Pfaffenberg im Landkreis Straubing-Bogen     | 72.56 (6 %)     | 6963 (6.7 %)   | 96               | [ 45 ]    | [ 46 ]  |
| Mariaposching                        | Wappen der Gemeinde Mariaposching           | 17   | Schwarzach   | Lage der Gemeinde Mariaposching im Landkreis Straubing-Bogen               | 19.61 (1.6 %)   | 1435 (1.4 %)   | 73               | [ 47 ]    | [ 48 ]  |
| Mitterfels, M                        | Wappen der Gemeinde Mitterfels              | 36   | Mitterfels   | Lage der Gemeinde Mitterfels im Landkreis Straubing-Bogen                  | 14.22 (1.2 %)   | 2913 (2.8 %)   | 205              | [ 49 ]    | [ 50 ]  |
| Neukirchen                           | Wappen der Gemeinde Neukirchen              | 65   | Hunderdorf   | Lage der Gemeinde Neukirchen im Landkreis Straubing-Bogen                  | 24.46 (2 %)     | 1749 (1.7 %)   | 72               | [ 51 ]    | [ 52 ]  |
| Niederwinkling                       | Wappen der Gemeinde Niederwinkling          | 34   | Schwarzach   | Lage der Gemeinde Niederwinkling im Landkreis Straubing-Bogen              | 25.65 (2.1 %)   | 2964 (2.8 %)   | 116              | [ 53 ]    | [ 54 ]  |
| Oberschneiding                       | Wappen der Gemeinde Oberschneiding          | 34   |              | Lage der Gemeinde Oberschneiding im Landkreis Straubing-Bogen              | 60.77 (5.1 %)   | 3297 (3.2 %)   | 54               | [ 55 ]    | [ 56 ]  |
| Parkstetten                          | Wappen der Gemeinde Parkstetten             | 16   |              | Lage der Gemeinde Parkstetten im Landkreis Straubing-Bogen                 | 19.5 (1.6 %)    | 3355 (3.2 %)   | 172              | [ 57 ]    | [ 58 ]  |
| Perasdorf                            | Wappen der Gemeinde Perasdorf               | 42   | Schwarzach   | Lage der Gemeinde Perasdorf im Landkreis Straubing-Bogen                   | 16.04 (1.3 %)   | 523 (0.5 %)    | 33               | [ 59 ]    | [ 60 ]  |
| Perkam                               | Wappen der Gemeinde Perkam                  | 5    | Rain         | Lage der Gemeinde Perkam im Landkreis Straubing-Bogen                      | 14.23 (1.2 %)   | 1624 (1.6 %)   | 114              | [ 61 ]    | [ 62 ]  |
| Rain                                 | Wappen der Gemeinde Rain                    | 4    | Rain         | Lage der Gemeinde Rain im Landkreis Straubing-Bogen                        | 14.29 (1.2 %)   | 2989 (2.9 %)   | 209              | [ 63 ]    | [ 64 ]  |
| Rattenberg                           | Wappen der Gemeinde Rattenberg              | 55   |              | Lage der Gemeinde Rattenberg im Landkreis Straubing-Bogen                  | 30.22 (2.5 %)   | 1696 (1.6 %)   | 56               | [ 65 ]    | [ 66 ]  |
| Rattiszell                           | Wappen der Gemeinde Rattiszell              | 37   | Stallwang    | Lage der Gemeinde Rattiszell im Landkreis Straubing-Bogen                  | 22.17 (1.8 %)   | 1548 (1.5 %)   | 70               | [ 67 ]    | [ 68 ]  |
| Salching                             | Wappen der Gemeinde Salching                | 12   | Aiterhofen   | Lage der Gemeinde Salching im Landkreis Straubing-Bogen                    | 22 (1.8 %)      | 2829 (2.7 %)   | 129              | [ 69 ]    | [ 70 ]  |
| Sankt Englmar                        | Wappen der Gemeinde Sankt Englmar           | 28   |              | Lage der Gemeinde Sankt Englmar im Landkreis Straubing-Bogen               | 36.86 (3.1 %)   | 1958 (1.9 %)   | 53               | [ 71 ]    | [ 72 ]  |
| Schwarzach, M                        | Wappen der Gemeinde Schwarzach              | 67   | Schwarzach   | Lage der Gemeinde Schwarzach im Landkreis Straubing-Bogen                  | 33.22 (2.8 %)   | 2940 (2.8 %)   | 89               | [ 73 ]    | [ 74 ]  |
| Stallwang                            | Wappen der Gemeinde Stallwang               | 43   | Stallwang    | Lage der Gemeinde Stallwang im Landkreis Straubing-Bogen                   | 20.59 (1.7 %)   | 1462 (1.4 %)   | 71               | [ 75 ]    | [ 76 ]  |
| Steinach                             | Wappen der Gemeinde Steinach                | 17   |              | Lage der Gemeinde Steinach im Landkreis Straubing-Bogen                    | 23.15 (1.9 %)   | 3323 (3.2 %)   | 144              | [ 77 ]    | [ 78 ]  |
| Straßkirchen                         | Wappen der Gemeinde Straßkirchen            | 15   | Straßkirchen | Lage der Gemeinde Straßkirchen im Landkreis Straubing-Bogen                | 38.39 (3.2 %)   | 3521 (3.4 %)   | 92               | [ 79 ]    | [ 80 ]  |
| Wiesenfelden                         | Wappen der Gemeinde Wiesenfelden            | 87   |              | Lage der Gemeinde Wiesenfelden im Landkreis Straubing-Bogen                | 78.2 (6.5 %)    | 3881 (3.7 %)   | 50               | [ 81 ]    | [ 82 ]  |
| Windberg                             | Wappen der Gemeinde Windberg                | 27   | Hunderdorf   | Lage der Gemeinde Windberg im Landkreis Straubing-Bogen                    | 7.97 (0.7 %)    | 1116 (1.1 %)   | 140              | [ 83 ]    | [ 84 ]  |